# グループGT1

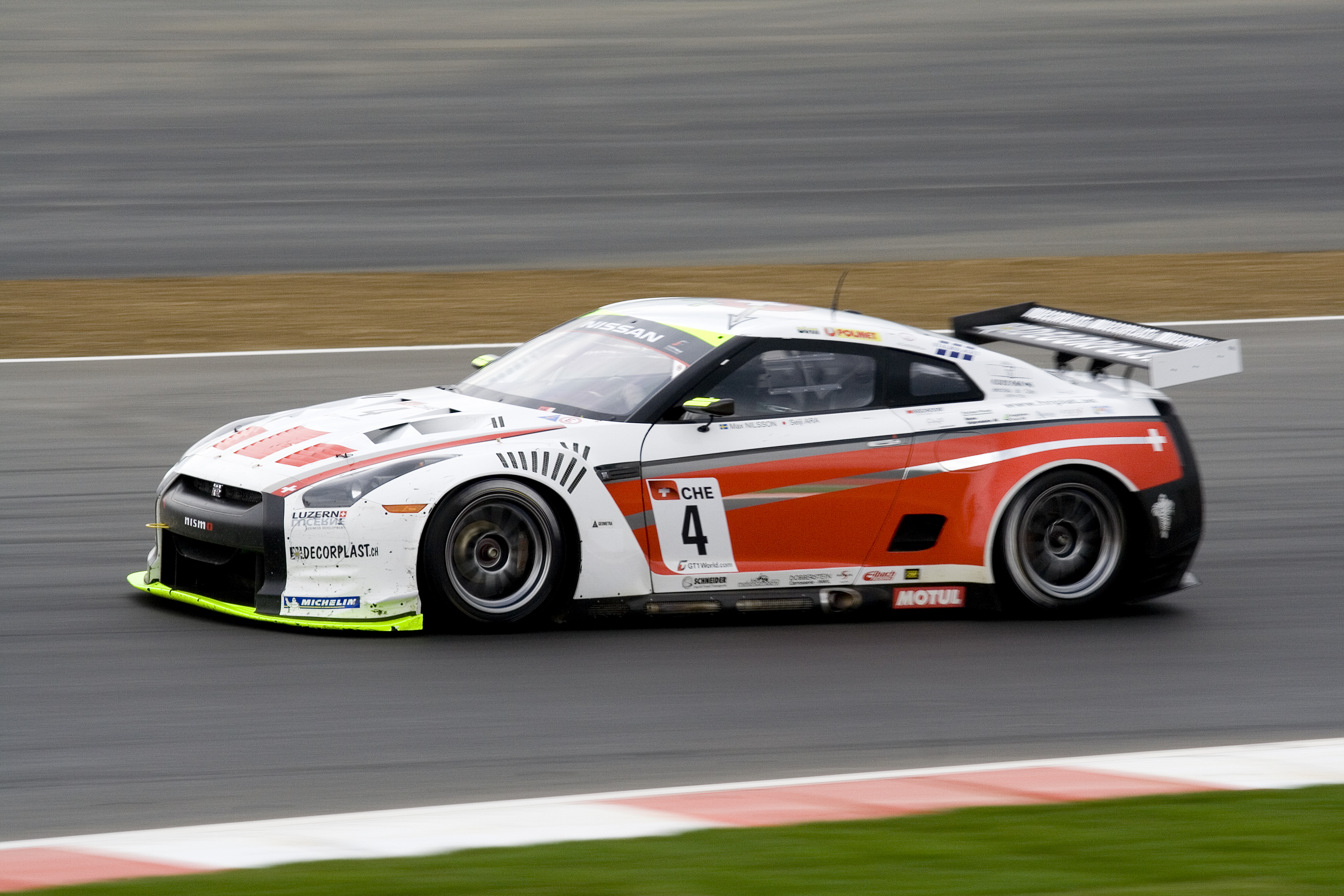
日産・GT-R GT1

グループGT1（Group GT1, グループジーティーワン）は、かつて存在した自動車レースに使用する競技車両のカテゴリーの1つである。元々はBPR GT選手権時代にGT2クラスとして設立されたカテゴリーだった。1999年で旧GT1が消滅した後、代わりにGT車両のトップカテゴリーとして設定された。国際自動車連盟（FIA）による正式な呼称は「Groupe GT1（仏語：グループ GT1）」であるが、日本国内ではあまり一般的な呼び方ではなく、「GT1クラス」もしく「FIA GT1」などと呼ぶことがほとんどである。
本項では、母体となった旧GT2についても記述する。

## 概要

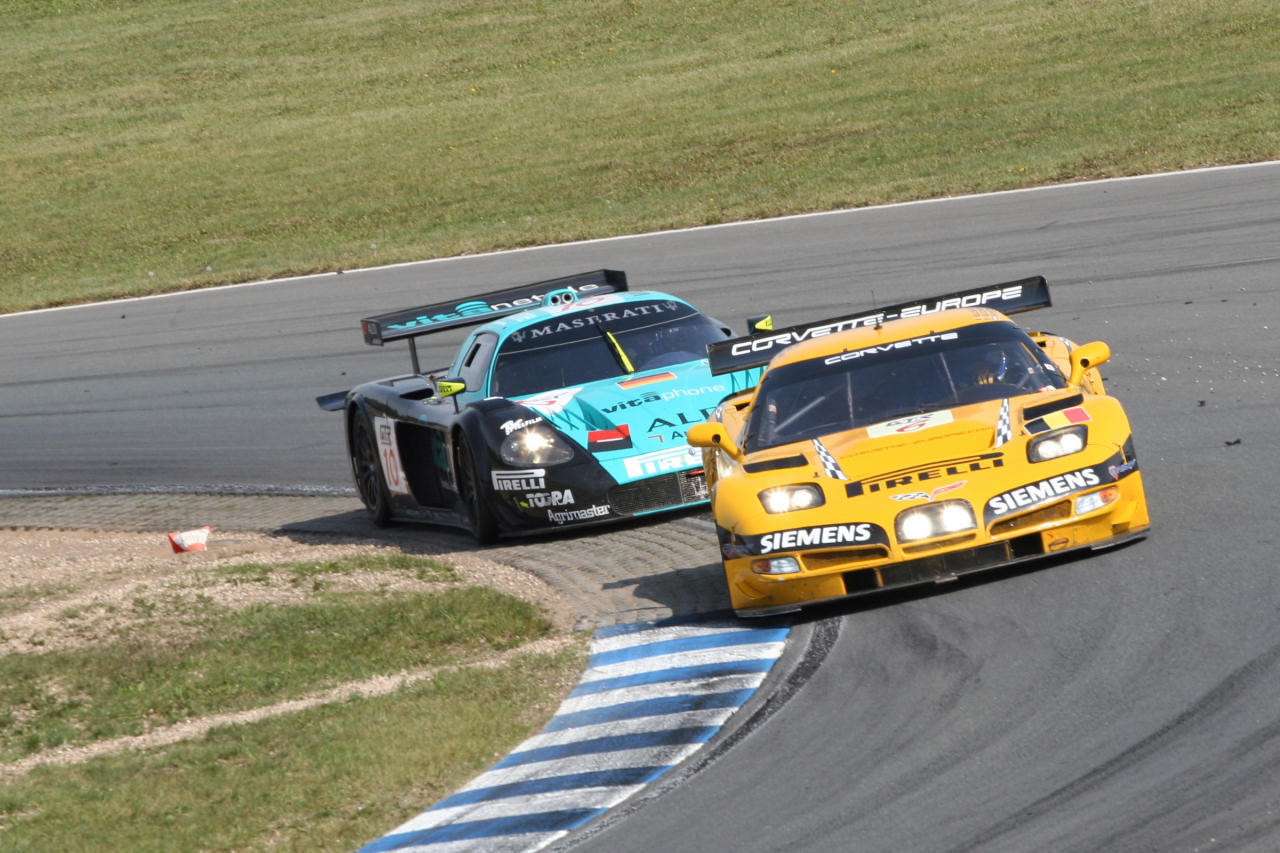
GT1規定のコルベットとMC12

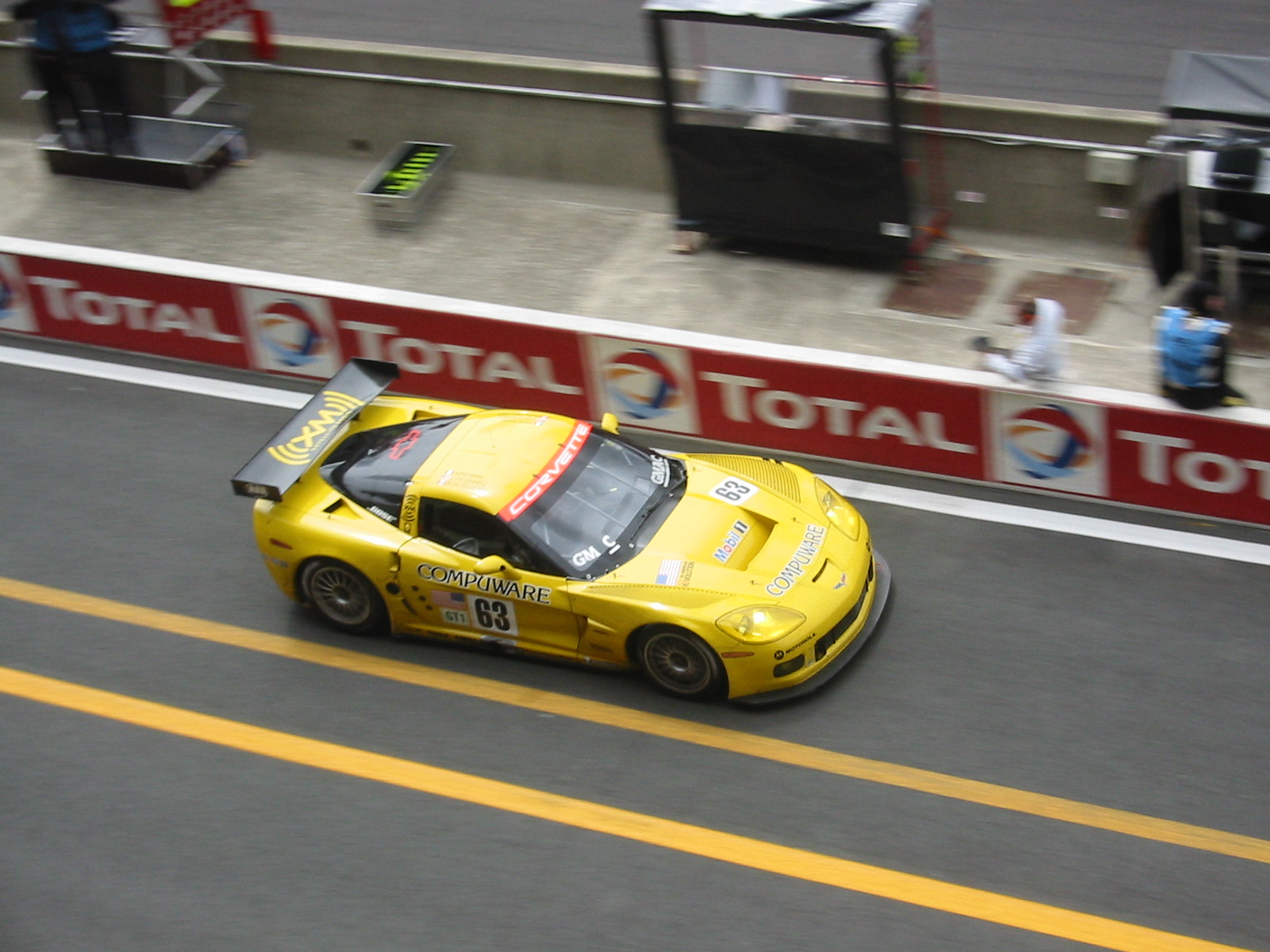
ル・マンでのコルベットC6-R

市販スポーツカーを改造した車両がホモロゲーション（公認）の対象となる。旧GT1に比べ、改造範囲の規制が厳しいものの比較的大幅な改造が認められている。
600馬力前後のパワー、比較的強力なダウンフォース、カーボンブレーキによる制動力を持つ。1999年 - 2009年の規定ではパワーウェイトレシオだけを見るならBPR時代のGT1マシンに近い。
2010年に新規格のGT1規定を打ち出し、それまでの規格のマシンを駆除する予定だったが、新規格のマシンがフォードGT GT-1、ランボルギーニ・ムルシエラゴR-SV、ニッサンGT-R GT-1の3車種しか作られなかったため、旧規格のマシンにもアップデートキットを組ませることで対処した。現在は下記の理由により消滅したカテゴリーである。

## 歴史

### 初期（1994-1998）
1994年
- BPRの下位カテゴリーとしてGT2クラスを設立

### プロトタイプ化へ（1999）
1999年

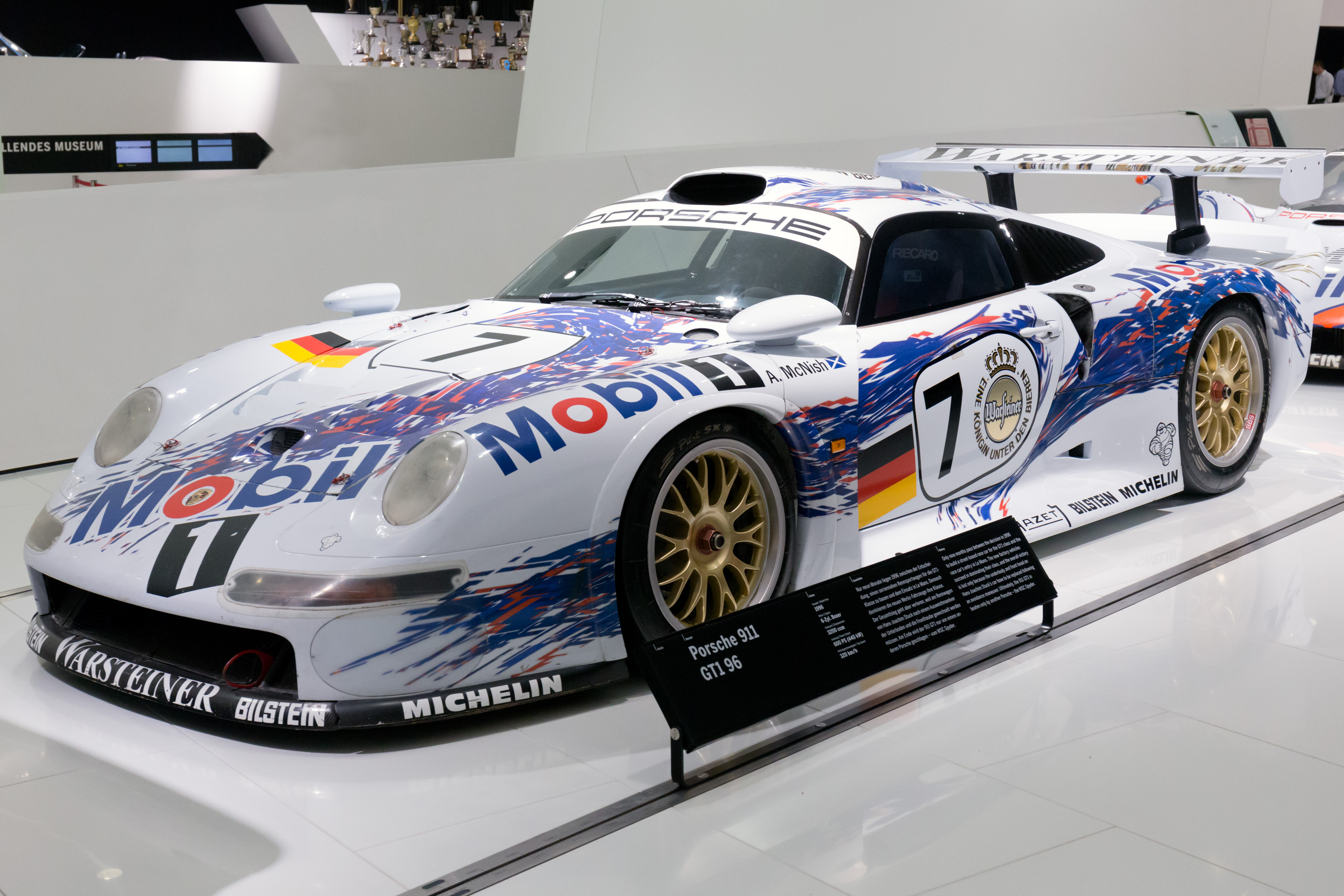
GT1プロトタイプ時代の幕開けとなるポルシェ911GT1（993）

- 旧GT1の消滅に従い、変わってGTカーのトップカテゴリーとなる[1]。同時に最低重量が1100キログラム (kg)へと緩和された。

### GTS「GT1」（2000-2009）
2005年
- クラス名を“GT1”に変更

2006年

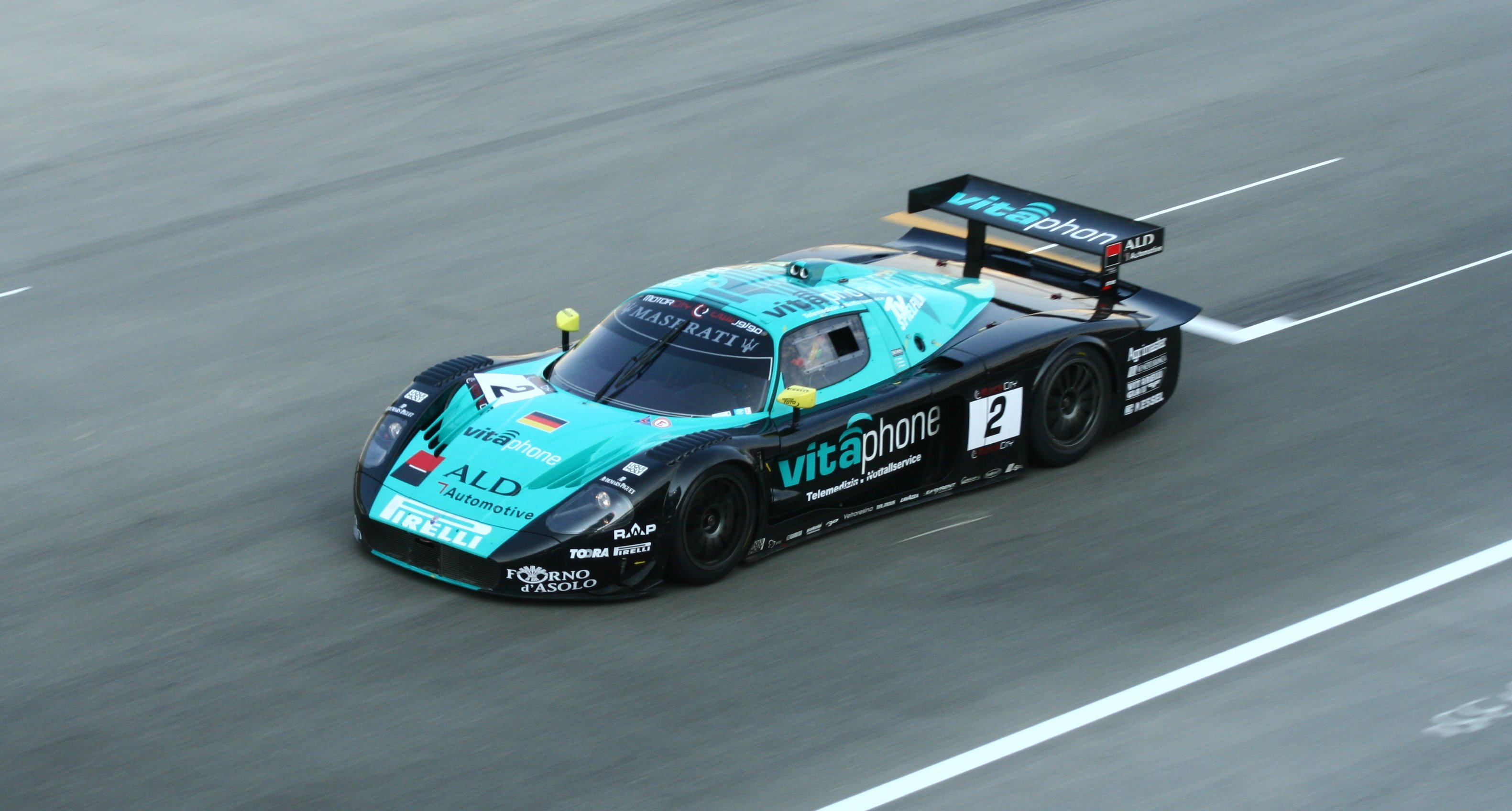
写真はVitaphoneチームのマセラティMC12。マセラティMC12は、2006年のフルシーズンデビューからこのカテゴリーにおいて猛威をふるった。2006年から2009年にかけて3つのドライバーチャンピオンシップと4つのチームチャンピオンシップを獲得した。また、2010 FIAGT1世界選手権でドライバーとチームのタイトルを獲得した。

- マセラティMC12はこの時代において最強といえるマシンである。FIAGT選手権において、MC12を使用したVitaphoneレーシングチームが2006年から2009年にかけ、5つの連続したチームタイトルを獲得 [2]。

2010年
- GT1クラスはFIA GT1世界選手権へ移行し、並走のGT2クラスにはヨーロッパ選手権のタイトルが与えられることになった。レギュレーション変更、最低重量が増加。1,200kg 560馬力または1,250kg 600馬力の選択制となる。

2012年
- FIA GT1世界選手権の参加車両規定の変更（参戦メーカーの増加とコスト削減をはかるためにGT3規格へ変更）によりカテゴリー消滅となる[3]。

## レギュレーション
エンジン(排気量)
- NA
  - 5〜8Lまで
- ターボ
  - 3〜6Lまで

最低重量
- 1,200kg(1994～1998)｜1,100kg(1999～2009)｜1,200kg or 1,250kg(2010～2011)

駆動系、足回り
- 4輪駆動禁止。
- フルAT、セミATギアボックス使用禁止。
- アクティブサスペンション禁止。
- カーボンディスクブレーキ許可。
- タイヤ最大径は28インチ、最大幅は14インチ。

燃料タンク最大容量
- 100L

## かつて導入を許可していたレース一覧[4]
- BPR GT選手権
- FIA GT選手権
- FIA GT1世界選手権
- 英国GT選手権
- FFSA GT Tour（フランス）
- ベルギーGT選手権（旧Belcar）
- イタリアGT選手権
- スペインGT選手権
- ル・マン24時間レース
- アメリカン・ル・マン・シリーズ
- ル・マン・シリーズ
- 全日本スポーツカー耐久選手権

## ホモロゲーション取得車両一覧
| 取得ナンバー | メーカー           | 車種                    | 年            | 出典・備考 |
| ------------ | ------------------ | ----------------------- | ------------- | ---------- |
| GT-008       | リスター           | ストーム GT             | April.1999    |            |
| GT-009       | ポルシェ           | 911 GT3 Cup             | April.1999    |            |
| GT-010       | マーコス           | マンタラ LM600          | June.1999     |            |
| GT-011       | フェラーリ         | F50                     | August.1999   |            |
| GT-012       | マセラティ         | 3200 GT                 | April.2002    |            |
| GT-013       | サリーン           | S7R                     | April.2003    |            |
| GT-014       | フェラーリ         | 575 GTC-C               | October.2003  |            |
| GT-015       | ランボルギーニ     | ムルシエラゴ R-GT       | April.2004    |            |
| GT-016       | アストンマーティン | DBR9                    | June.2004     |            |
| GT-017       | マセラティ         | MC-12 GT1               | November.2004 |            |
| GT2-1        | ジャガー           | XJ220                   | April.1995    |            |
| GT2-2        | ポルシェ           | 911 カレラ RS 3.8       | August.1995   |            |
| GT2-3        | ポルシェ           | 911 ターボ GT2 (993)    | January.1996  |            |
| GT2-4        | ポルシェ           | 911 カレラ RS 3.8 (993) | April.1996    |            |
| GT2-5        | クライスラー       | バイパー GTS-R          | April.1996    |            |
| GT2-6        | サリーン           | マスタング SR           | April.1997    |            |
| GT2-7        | ルノー・スポール   | スピダー                | May.1997      |            |

| 取得ナンバー | メーカー       | 車種                                  | 年         | 出典・備考 |
| ------------ | -------------- | ------------------------------------- | ---------- | ---------- |
| GT1-001      | サリーン       | S7R                                   | May.2006   |            |
| GT1-002      | シボレー       | コルベット C6.R                       | May.2006   |            |
| GT1-003      | 日産           | GT-R GT1                              | May.2009   |            |
| GT1-101      | 日産           | GT-R GT1                              | April.2010 |            |
| GT1-102      | ランボルギーニ | ランボルギーニムルシエラゴ LP670 R-SV | April.2010 |            |
| GT1-103      | ランボルギーニ | GT1                                   | April.2010 |            |

レクサスLFAもFIA GT1に参加するためホモロゲーション取得する動きがあったが、結局折り合いが付かず、取りやめとなった
- キャラウェイコルベットLM
- シボレーコルベットC5-R
- フェラーリF550GTSマラネロ
- ランボルギーニディアブロGTR